# Quyền Anh (hoạt hình)
Quyền Anh (tiếng Nga: Метеор на ринге) là một bộ phim hoạt hình khai thác đề tài thể thao của đạo diễn Boris Dyozhkin, ra mắt lần đầu năm 1970.